# Мензис, Уильям Кэмерон
Уильям Кэмерон Мензис (англ. William Cameron Menzies, 29 июля 1896 — 5 марта 1957) — американский художник-постановщик, который также работал в качестве режиссёра, продюсера и сценариста. В общей сложности его профессиональная кинокарьера охватывает около четырёх десятилетий.

## Биография
Мензис родился в Нью-Хейвене, штат Коннектикут, в семье Чарльза и Хелен Мензис, шотландских иммигрантов из Аберфелди, Шотландия. Учился в Йельском университете и в университете Эдинбурга, и после службы в армии США во время Второй мировой войны он присоединился к лиге студентов-художников Нью-Йорка.
Мензис присоединился к кинокомпании «Famous Players-Lasky», которая позже превратилась в «Paramount Pictures». Он быстро зарекомендовал себя в Голливуде за работу над такими фильмами как «Багдадский вор» (1924), «Летучая мышь» (1926), «Голубь» (1927), «Сэди Томпсон» (1928) и «Буря» (1928). В 1929 году Мензис сформировал партнёрство с продюсером Джозефом Шенком, чтобы создать серию звуковых короткометражных фильмов.
Работа Мензиса над фильмом «Приключения Тома Сойера» (1938) побудила Дэвида Селзника нанять его для работы над фильмом «Унесенные ветром» (1939). Вера Селзника в Мензиса была столь велика, что он направил меморандум для всех кто был вовлечен в производстве, напоминая им, что «Мензис имеет последнее слово» в отношении всех художественных и сценографических вопросов.
Вскоре после завершения работы над фильмом «Вокруг света за 80 дней» (1956), Мензис умер от рака. Он был похоронен на кладбище Форест-Лаун в городе Глендейл, штат Калифорния.

## Избранная фильмография
- 1929 — Железная маска / The Iron Mask
- 1929 — Алиби / Alibi
- 1929 — Осужденный / Condemned
- 1929 — Кокетка / Coquette
- 1933 — Алиса в Стране Чудес / Alice in Wonderland
- 1936 — Грядущее / Things to Come — режиссёр
- 1936 — Покорение воздуха / Conquest of the Air
- 1937 — Зелёный какаду / The Green Cockatoo — режиссёр
- 1939 — Созданы друг для друга / Made for Each Other
- 1940 — Багдадский вор / The Thief of Bagdad
- 1940 — Наш городок / Our Town
- 1941 — Дьявол и мисс Джонс / The Devil and Miss Jones
- 1942 — Гордость янки / The Pride of the Yankees
- 1942 — Кинг Роу / Kings Row
- 1943 — По ком звонит колокол / For Whom the Bell Tolls
- 1944 — Неизвестный адрес / Address Unknown  — режиссёр
- 1946 — Дуэль под солнцем / Duel in the Sun
- 1948 — Триумфальная арка / Arch of Triumph
- 1948 — Барабаны на глубоком юге / Drums in the Deep South
- 1953 — Пришельцы с Марса / Invaders from Mars — режиссёр
- 1953 — Лабиринт / The Maze — режиссёр